# Weimarer Abkommen
Das Weimarer Abkommen war ein Vertrag zwischen dem Deutschen Reich und den Ländern vom 30. August 1919. Art. 83 Weimarer Reichsverfassung (WRV) bestimmte, dass die Zölle und Verbrauchssteuern durch Reichsbehörden verwaltet werden. Dies bedingte einen Übergang der personellen und sachlichen Ressourcen von den Ländern auf das Reich. Das Weimarer Abkommen regelte die Übernahme von Personal und Grundstücken der Steuer- und Zollverwaltung auf das Deutsche Reich. Hinsichtlich der Grundstücke hätte das Reich nach dem Gesetz über die Rechtsverhältnisse der zum dienstlichen Gebrauche einer Reichsverwaltung bestimmten Gegenstände (Reichseigentumsgesetz) die unentgeltliche Übertragung beanspruchen können; Reichsfinanzminister Matthias Erzberger verzichtete hierauf aber im Zuge eines Kompromisses mit den Ländern.
Das Weimarer Abkommen hatte bis in die jüngere Vergangenheit Auswirkungen.